# プロテストソング
プロテストソング（Protest Song）とは、政治的抗議のメッセージを含む歌（楽曲）の総称である。

## 概要
プロテスト・ソングはアメリカでは、ウディ・ガスリーやピート・シーガーらの影響を受けたフォーク歌手たちによって盛んに歌われるようになり、フォークソングの主要な一部門となった。
1960年代には公民権運動や反戦運動などの左派運動と結びつき、ボブ・ディラン、ジョーン・バエズやピーター・ポール&マリーらによって多くのヒット曲が生まれた。1960年代後半にはフォーク歌手からロック歌手、ソウル歌手へと広がり、メッセージ性の強い歌が数多く発表された。そのためプロテストソングといえば左派視点からものが多い。
1960年代末から1970年代前半にかけて、スティーヴィー・ワンダー、マーヴィン・ゲイ、ジョン・レノン、ニール・ヤングらが多くのプロテストソングを発表した。その後も幅広いジャンルにおいて、様々なプロテストソングが歌われている。プロテストソングは時として、政府の圧力や言論統制、スポンサーの圧力のターゲットとなり、放送自粛曲となる。アメリカでは湾岸戦争・イラク戦争・アメリカ同時多発テロ事件などで、このような自主規制現象が見られた。

## 代表曲
| 1950年代以前 - 我が祖国 - ウディ・ガスリー（1944年） - 勝利を我等に - ピート・シーガー - ブラック・アンド・ホワイト - ピート・シーガー - 奇妙な果実 - ビリー・ホリデイ - アイゼンハワー・ブルース - J.B.ルノア - アラバマ・ブルース - J.B.ルノア - トレイン・トゥ・アウシュヴィッツ - トム・パクストン - グッドマン、シャウナ、アンド・チェイニー - トム・パクストン | 1960年代 - 天使のハンマー - ピーター・ポール&マリー（1962年） - オックスフォード・タウン - ボブ・ディラン（1963年） - しがない歩兵 - ボブ・ディラン（1964年） - 自由の鐘 - ボブ・ディラン（1964年） - 時代は変る - ボブ・ディラン（1964年） - イン・ザ・ヒート・オブ・ザ・サマー - フィル・オクス（1965年） - ア・チェンジ・イズ・ゴナ・カム - サム・クック（1964年） - ソサエティーズ・チャイルド - ジャニス・イアン（1966年） - フォー・ホワット・イッツ・ワース - バッファロー・スプリングフィールド（1967年） - ウィアー・ア・ウィナー - インプレッションズ（1967年） - リスペクト - アレサ・フランクリン（1967年） - セイ・イット・ラウド・アイム・ブラック・アンド・アイム・プラウド - ジェームス・ブラウン（1968年） - 花のことは話さなかったと言わないために - ジェラルド・ヴァンドレ (1968年) - 自由への讃歌 - ラスカルズ（1968年） - トゥー・ビー・ヤング・ギフティッド・アンド・ブラック - ニーナ・シモン（1969年） - ウィ・キャン・ビー・トゥゲザー - ジェファーソン・エアプレイン（1969年） - ヴォランティアーズ - ジェファーソン・エアプレイン（1969年） - サムシング・イン・ジ・エアー - サンダークラップ・ニューマン（1969年） |

| 1970年代 - ビッグ・イエロー・タクシー - ジョニ・ミッチェル（1970年） - サザン・マン - ニール・ヤング（1970年） - 労働階級の英雄 - ジョン・レノン（1970年） - マーシー・マーシー・ミー - マーヴィン・ゲイ（1971年） - イナー・シティ・ブルース - マーヴィン・ゲイ（1971年） - 朝露 - ヤン・ヒウン（1971年） - アイルランドに平和を - ポール・マッカートニー&ウイングス（1972年） - 血まみれの日曜日 - ジョン・レノン&オノ・ヨーコ（1972年） - イミグレーション・マン - クロスビー&ナッシュ（1972年） - アラバマ - ニール・ヤング（1972年） - ブラック・アンド・ホワイト - スリー・ドッグ・ナイト（1972年） - イフ・ユーアー・レディ - ザ・ステイプル・シンガーズ（1973年） - ゲット・アップ、スタンド・アップ - ザ・ウェイラーズ（1973年） - アイ・ショット・ザ・シェリフ - ザ・ウェイラーズ（1973年） - 汚れた街 - スティーヴィー・ワンダー（1973年） - 悪夢 - スティーヴィー・ワンダー（1974年） - 仲間よ目をさませ! - ウォー（1975年） - ジョニー・ウォズ - ボブ・マーリー&ザ・ウェイラーズ（1976年） - ゴッド・セイヴ・ザ・クイーン - セックス・ピストルズ（1977年） - ロンドン・コーリング - ザ・クラッシュ（1979年） | 1980年代以降 - ゴーイング・アンダーグラウンド - ザ・ジャム（1980年） - オールド・マン・ダウン・ザ・ロード - ジョン・フォガティ（1985年） - オール・シー・ウォンツ・ドゥ・イズ・ダンス - ドン・ヘンリー（1985年） - エンド・オブ・ジ・イノセンス - ドン・ヘンリー（1989年） - シャウト・トゥ・ザ・トップ - スタイル・カウンシル(1984年） |

## 代表的な歌手・グループ
世界のアーティスト
| - ウディ・ガスリー - ピート・シーガー - ニール・ヤング - ボブ・ディラン - ボブ・マーリー - ジョーン・バエズ - ジャクソン・ブラウン - ジョン・レノン - フィル・オクス - グレイトフル・デッド | - ジェファーソン・エアプレイン - ジョン・プライン - トム・パクストン - ピーター・ポール&マリー - バフィー・セント・メリー - ディック・ゴーハン - ニック・ジョーンズ - ユワン・マッコール - ビリー・ブラッグ - ジェロ・ビアフラ | - デッド・ケネディーズ - ギル・スコット・ヘロン - ラスト・ポエッツ - リントン・クエシ・ジョンソン - ロバート・ワイアット - ブルース・スプリングスティーン - War - ブルース・ホーンスビー&レインジ - ニーナ・シモン - U2 |

日本のアーティスト
| - 五つの赤い風船 - 忌野清志郎 - ASIAN2 - 岡林信康 - 加川良 - 佐野元春 - 添田唖蝉坊 - 高石友也 - 高田渡 - 中川五郎 - きたがわてつ - 梅原司平 | - 橋本美香 - 浜田省吾 - パンタ - RCサクセション - 頭脳警察 - 制服向上委員会 - ザ・タイマーズ - ソウル・フラワー・ユニオン - 雨宮処凛 - THE NEWS - 尾崎豊 - 長渕剛 |